# Апендектомія
Апендектомія (лат. appendix + ectomia — хробакоподібний відросток та видалення) — хірургічне втручання, яке виконується при гострому апендициті з метою видалення з тіла людини патологічно зміненого апендикса.
Операція проводиться після передопераційної підготовки пацієнта, в більшості випадків під загальним знеболенням(в деяких - при місцевому), після премедикації.

## Протокол апендектомії

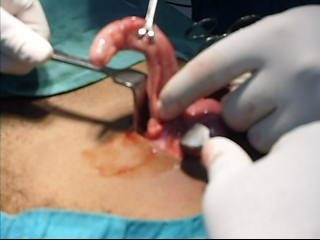
Видалення запаленого апендикса методом відкритої хірургії

Класична хірургічна школа передбачає дві методики видалення черевоподібного паростка: від верхівки (антеградна) і від основи (ретроградна); в особливо складних випадках — часточкова.
При відкритому доступі, типовим місцем розрізу є права клубова ділянка, доступом за Волковичем-Д'яконовим, (Волкивича-Мак-Брунея) або за Ленандером; в ускладнених розлитим перитонітом випадках виконується серединна лапаротомія.

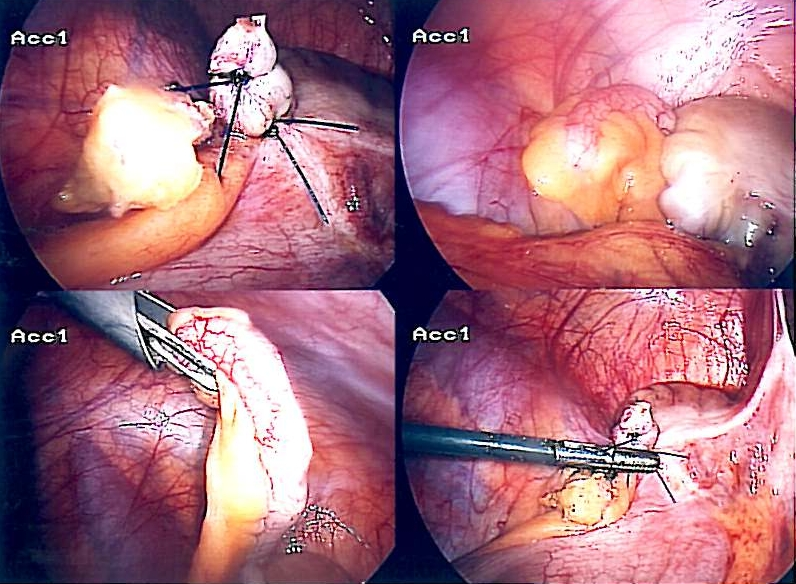
Лапароскопічна апедектомія

### Етапи операції
- Пошаровий розріз та роз'єднання тканин передньої черевної стінки (в ділянці розрізу)
- Мобілізація хробакоподібного відростка
- Перетискання та відсічення апендикса, перев'язка його культі
- Може бути виконано занурення культі відростка в сліпу кишку, з подальшим накладанням швів в ділянці занурення
- Ревізія органів черевної порожнини (за необхідністю — дренування)
- Пошарове зашивання післяопераційної рани

## Післяопераційний період
Триває від 3 днів до 21 дня — в середньому 10 днів.